# Hedy Kempny

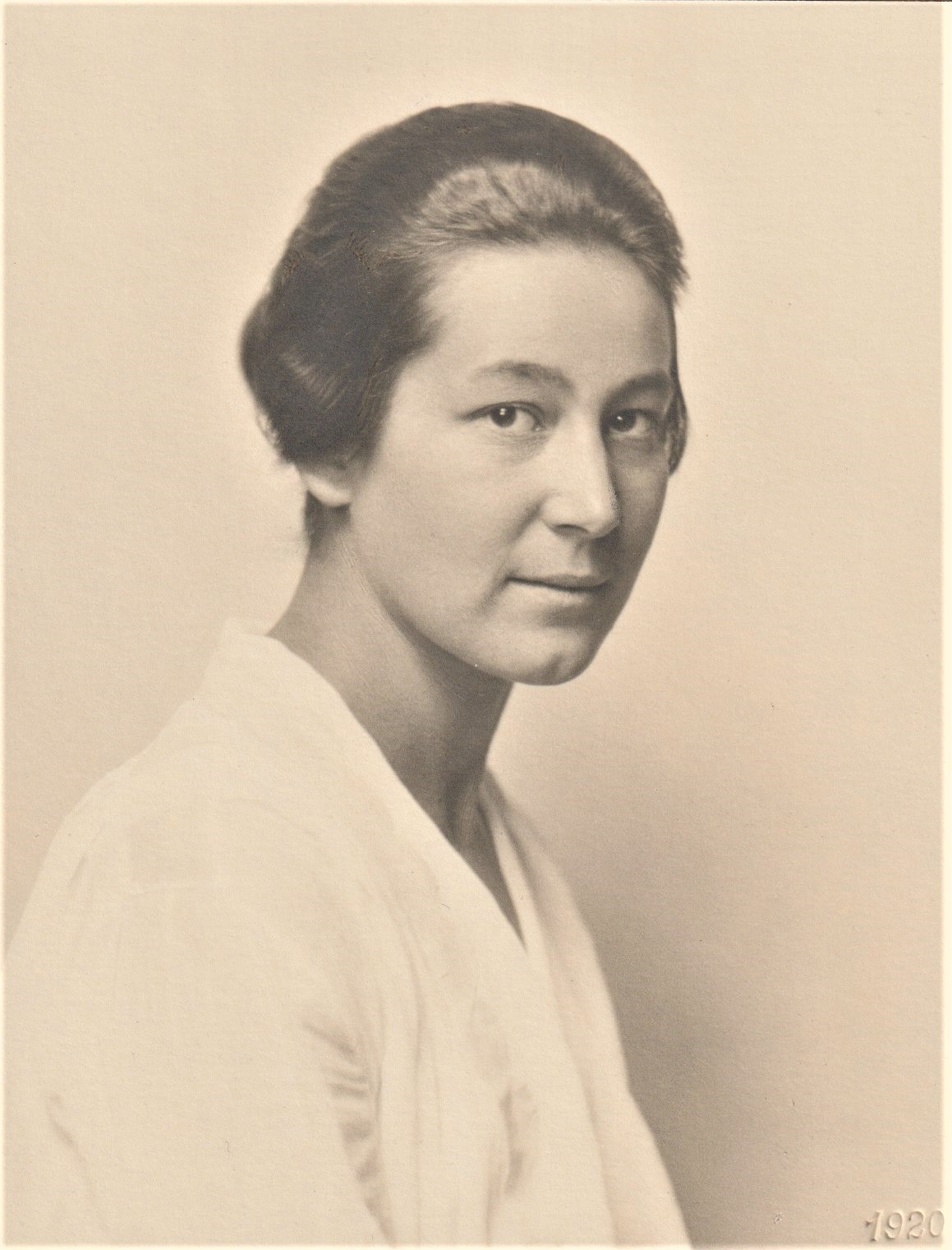
Hedy Kempny, St. Gallen, 1920.

Hedwig „Hedy“ Kempny (* 21. Dezember 1895 in Gutenstein; † 16. Mai 1986 in New York) war eine österreichische Bankangestellte, Journalistin und Essayistin. Bekannt ist sie heute vor allem durch ihre Freundschaft mit Arthur Schnitzler.

## Leben

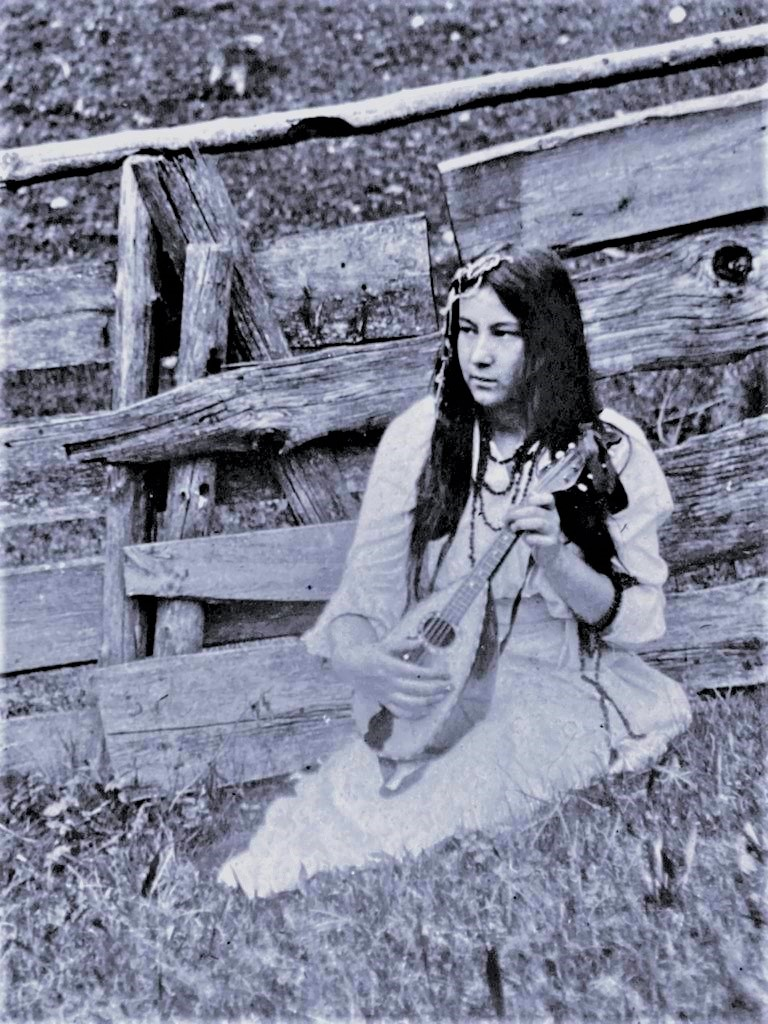
Hedy Kempny 1910 in Gutenstein.

Hedy Kempny wurde als drittes Kind des Arztes, Naturforschers und Komponisten Dr. Peter Kempny und Valentine geb. Berger geboren. Nach dem Mittelschulbesuch bestand sie 1912 am Wiener Konservatorium die Talentprüfung im Fach Schauspiel bei Eugenie Petrasch-Wohlmuth. Ihren Lebensunterhalt verdiente sie ab 1913 als Bankangestellte der „Niederösterreichischen Escompte-Gesellschaft“ (Bank am Hof, Wien I). Neben Klavierunterricht am Konservatorium erhielt sie ab 1913 bis 1916 auch Schauspielunterricht (Rollenfach Heroine) bei Hofschauspieler Ferdinand Gregori, der damals Leiter der k.k. Akademie für Musik und darstellende Kunst in Wien war und einen hervorragenden pädagogischen Ruf genoss. Wegen Einberufung Gregoris zum Deutschen Heer beendete Hedy Kempny das Schauspielstudium.

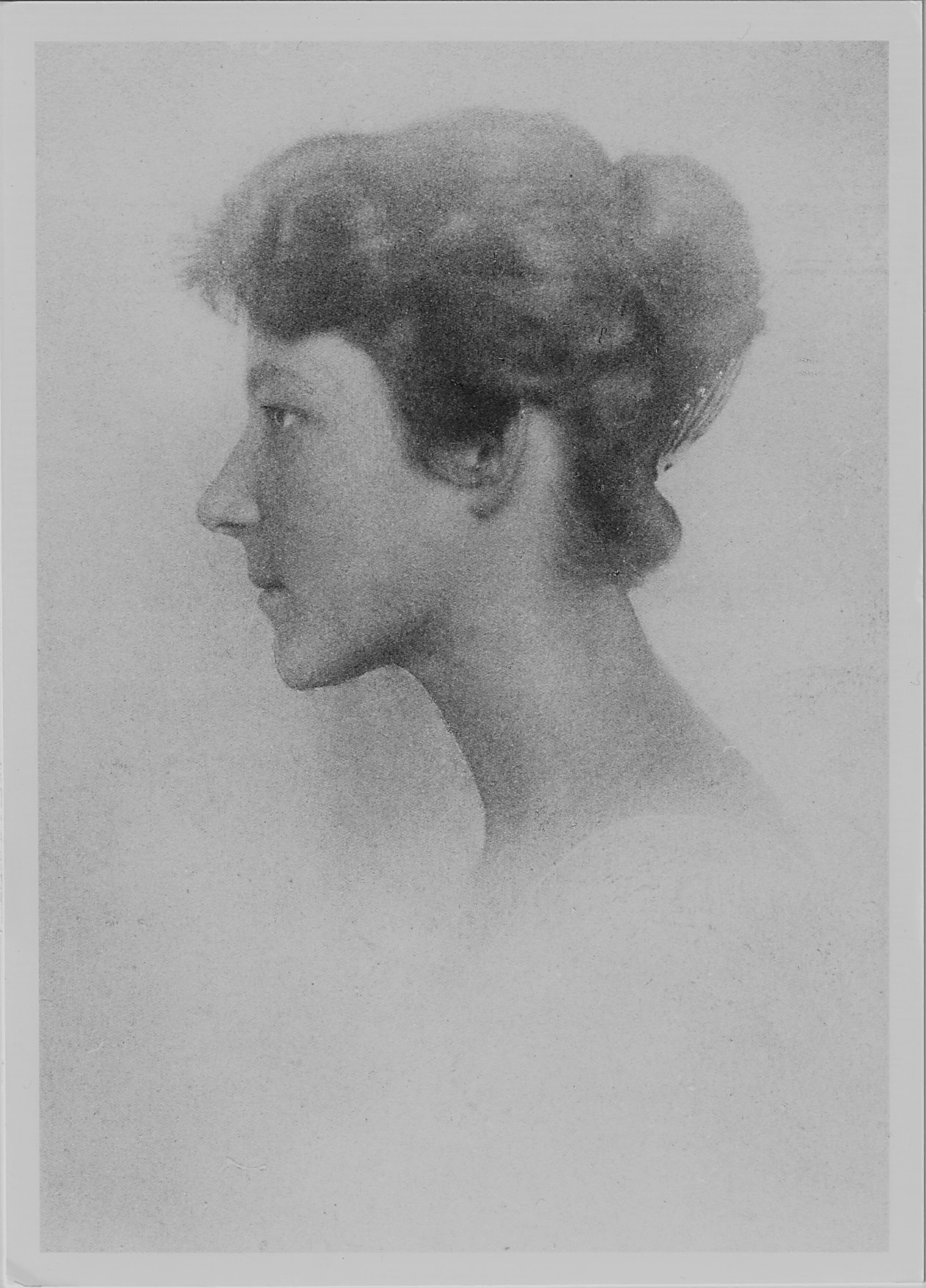
Hedy Kempny, Wien, 1919.

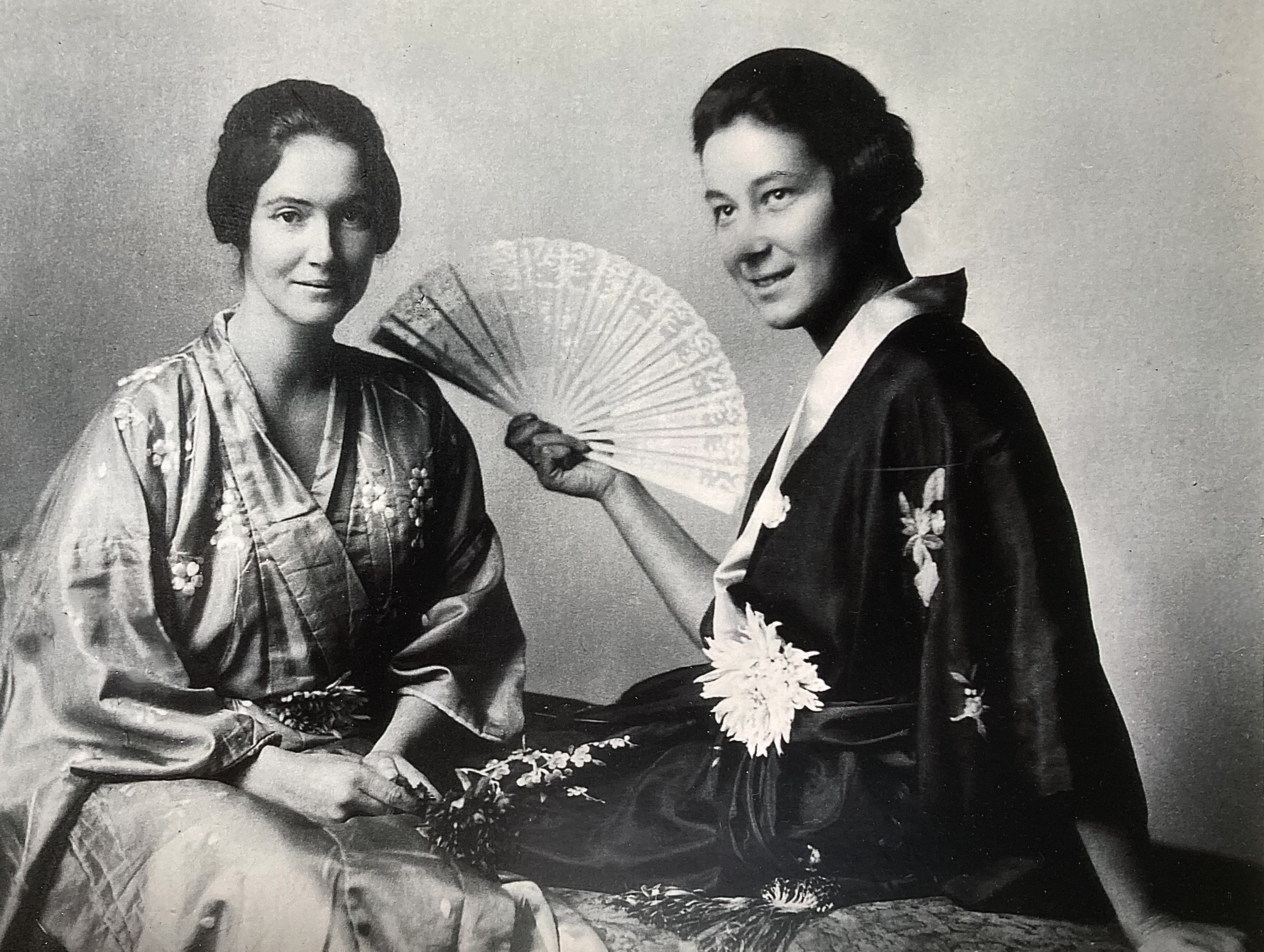
Frieda Beerli und Hedy Kempny im Kimono, St. Gallen, 1920.

Bereits in frühen Jugendtagen musizierte Hedy Kempny mit Wolfgang von Miklosich (1893–1919), Enkel des Philologen und ersten Ordinarius für Slawistik an der Universität Wien, Franz von Miklosich. Eingezogen im Ersten Weltkrieg geriet Miklosich 1915 in sibirische Gefangenschaft (Lager Beresowka). Während der vierjährigen Gefangenschaft wechselten Wolfgang und Hedy trotz schwierigster Umstände Briefe, durch die sich zwischen ihnen eine tiefe Zuneigung entwickelte, die Wolfgang veranlasste, Hedy etwa 40 Gedichte zu widmen. 1919 aus dem Lager entlassen, starb Miklosich entkräftet vor Einschiffung in Wladiwostok an der Spanischen Grippe (2021 vertonte Akos Banlaky fünf Gedichte von Miklosich an Hedy Kempny: 13. Liedfantasie op. 69, die bei der „Gutensteiner Kempnyade“ 2021 uraufgeführt wurde).
1919 begann Hedy Kempny mit Arthur Schnitzler einen Briefwechsel, wenige Monate danach kam es zur ersten Begegnung der beiden. Daraus entwickelte sich eine enge Freundschaft, die bis zu Schnitzlers Tod 1931 währte und in einer ca. 600 Briefe und Karten umfassenden Korrespondenz dokumentiert ist. Zwischen 1921 und 1923 war sie mit dem Schweizer Lyriker, Juristen und Musiker Walter Pfund liiert. Auf Hedy Kempnys Betreiben erschien 1922 Pfunds expressionistischer Gedichtband Irrfahrt im Wiener Verlag Eduard Strache. Ab 1926 schrieb sie als freie Mitarbeiterin u. a. regelmäßig für das St. Galler Tagblatt und das Wiener Magazin.
Nach der Schließung der „Niederösterreichischen Escompte-Gesellschaft“ infolge der Weltwirtschaftskrise 1934 nahm sie eine Position im Management des Phaidon Verlages an. Im Februar 1939 verließ sie aus Ablehnung des neuen totalitären Regimes aus freien Stücken Wien und ließ sich in Zürich nieder. In diesen acht Jahren schrieb sie in Ermangelung einer Arbeitsgenehmigung unter dem Pseudonym Fiammetta oder F. B. Kurzgeschichten und Essays für Schweizer Magazine.

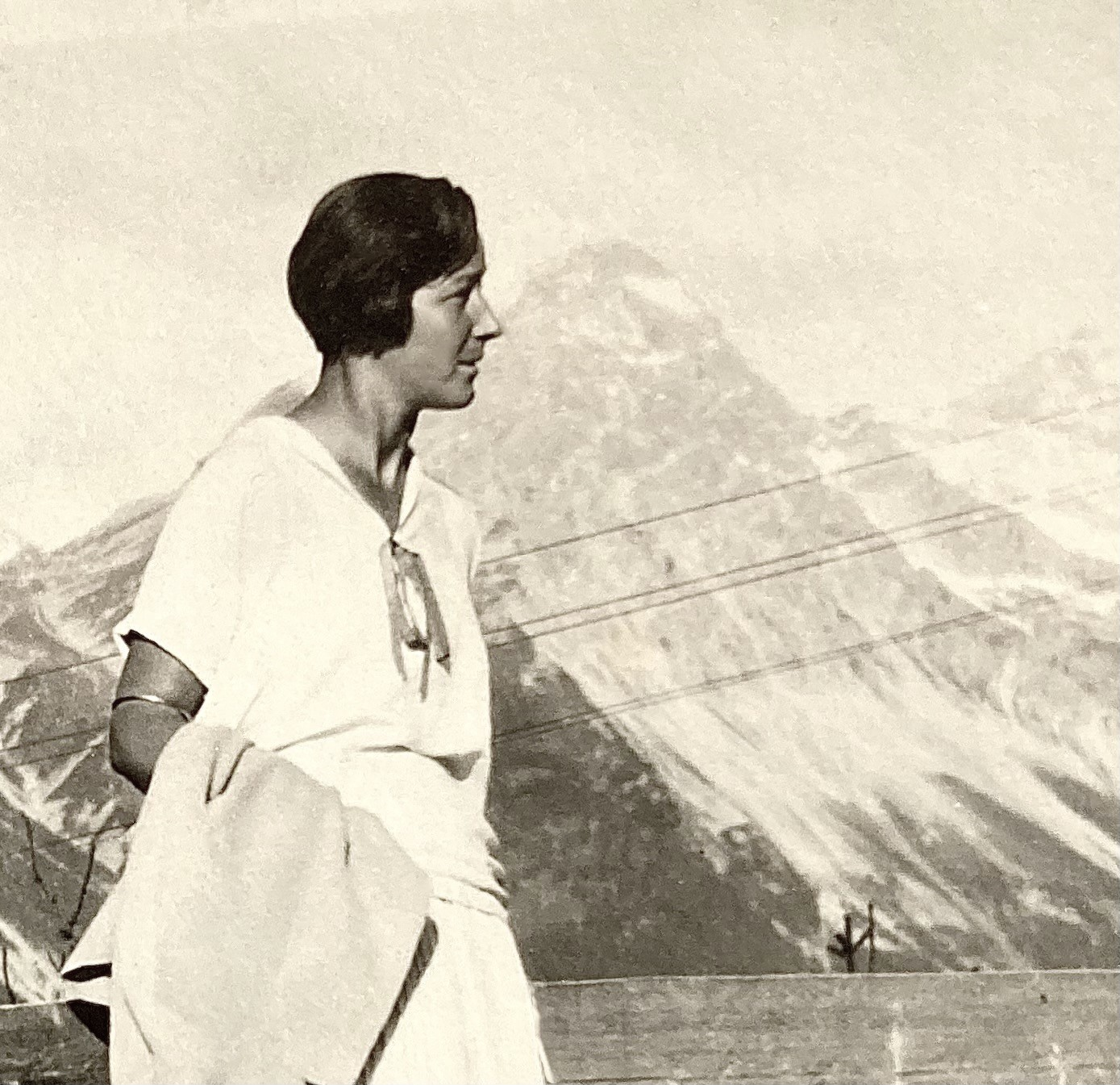
Hedy Kempny im Engadin, Sommer 1934

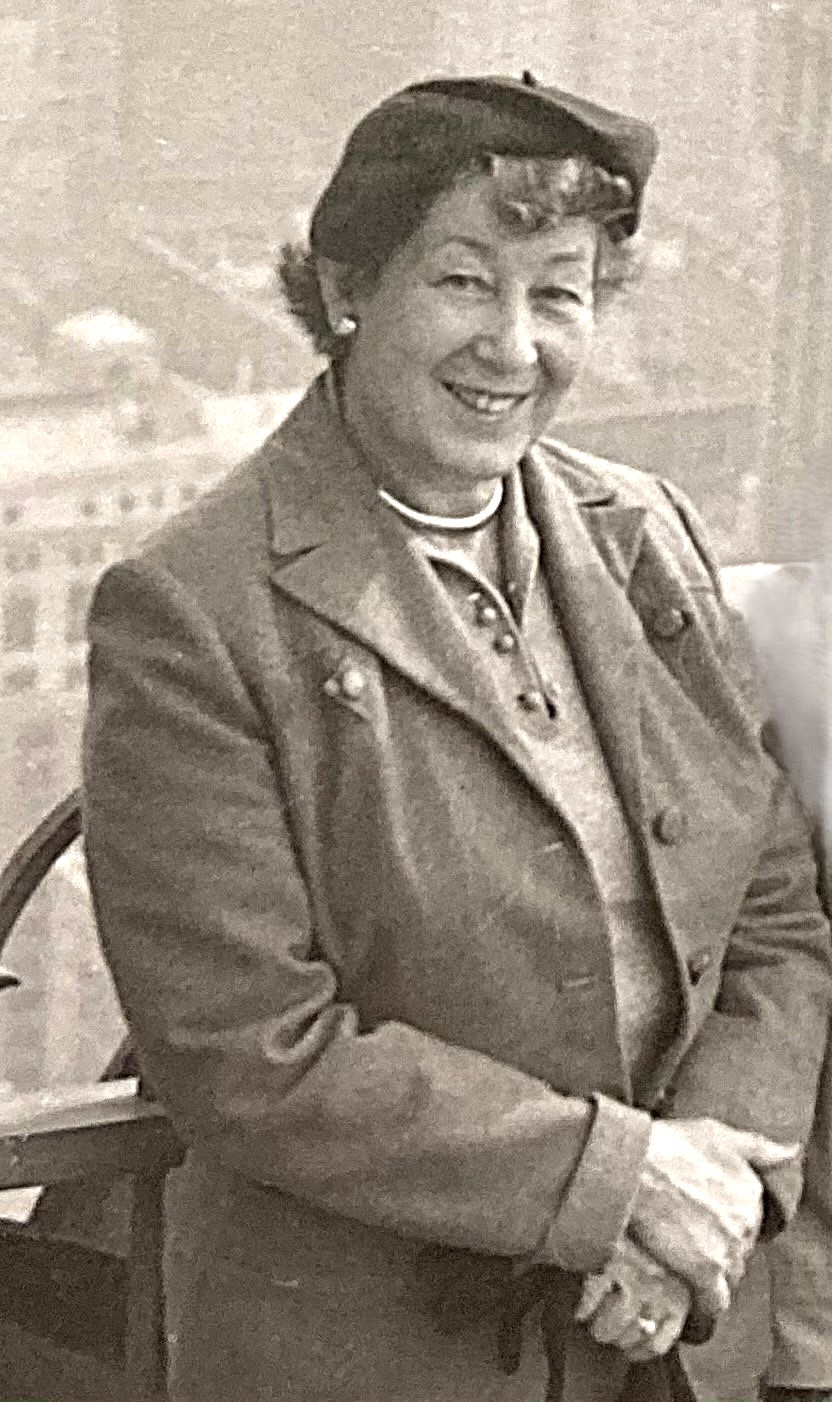
Hedy Kempny, auf der Terrasse des Rockefeller Center, New York, 1956

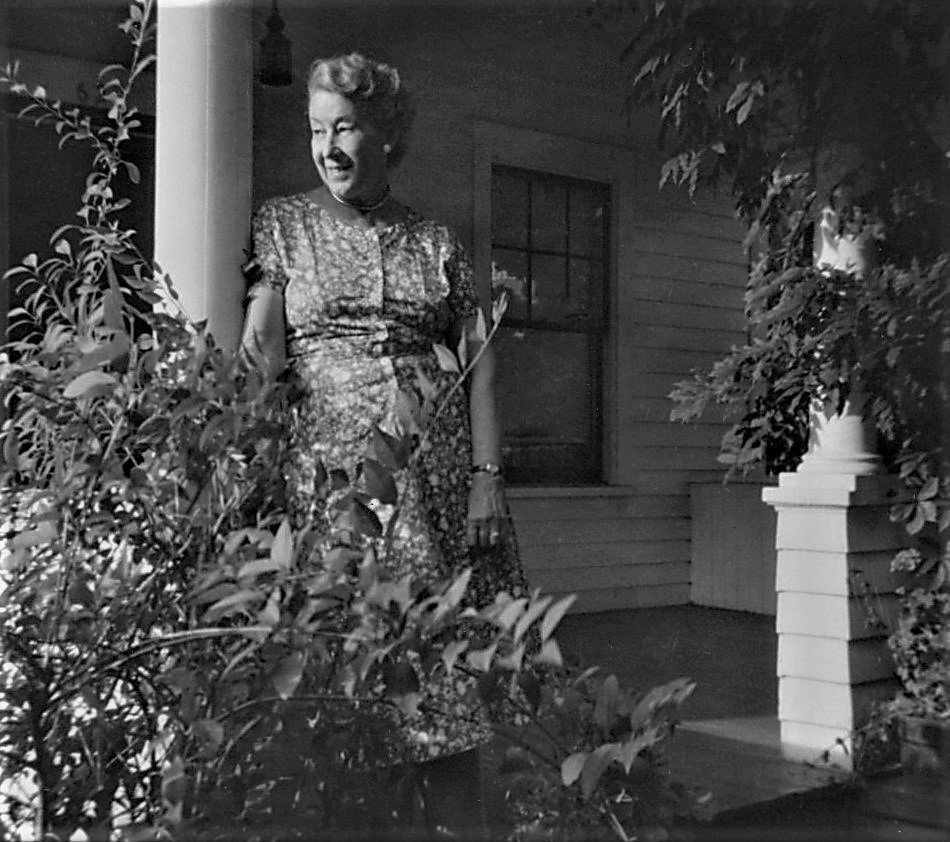
Hedy Kempny, 1965, Burlington (Vermont, USA.)

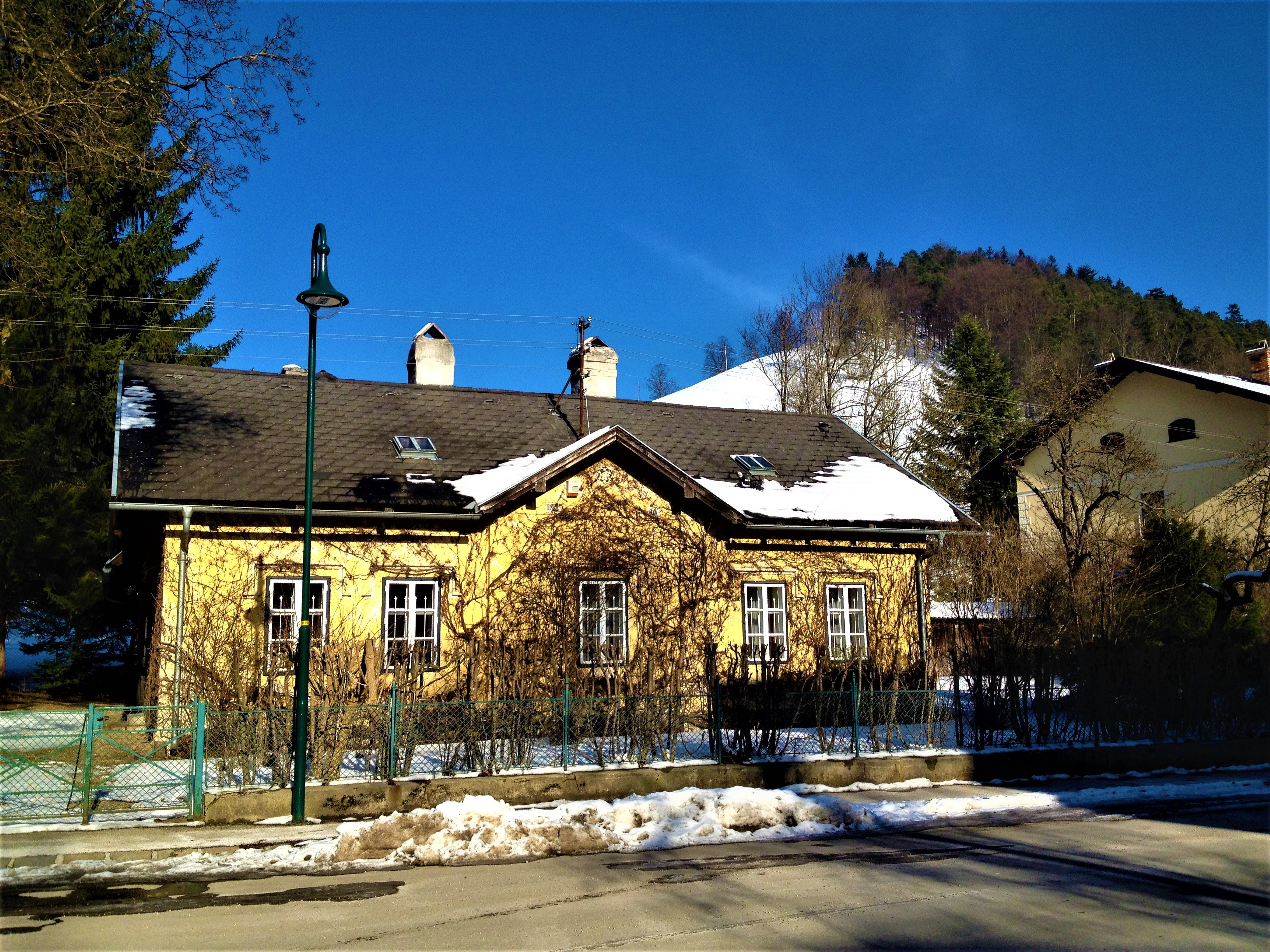
Geburtshaus von Hedy Kempny, Gutenstein, genannt "Das Doktorhaus", Foto 2022
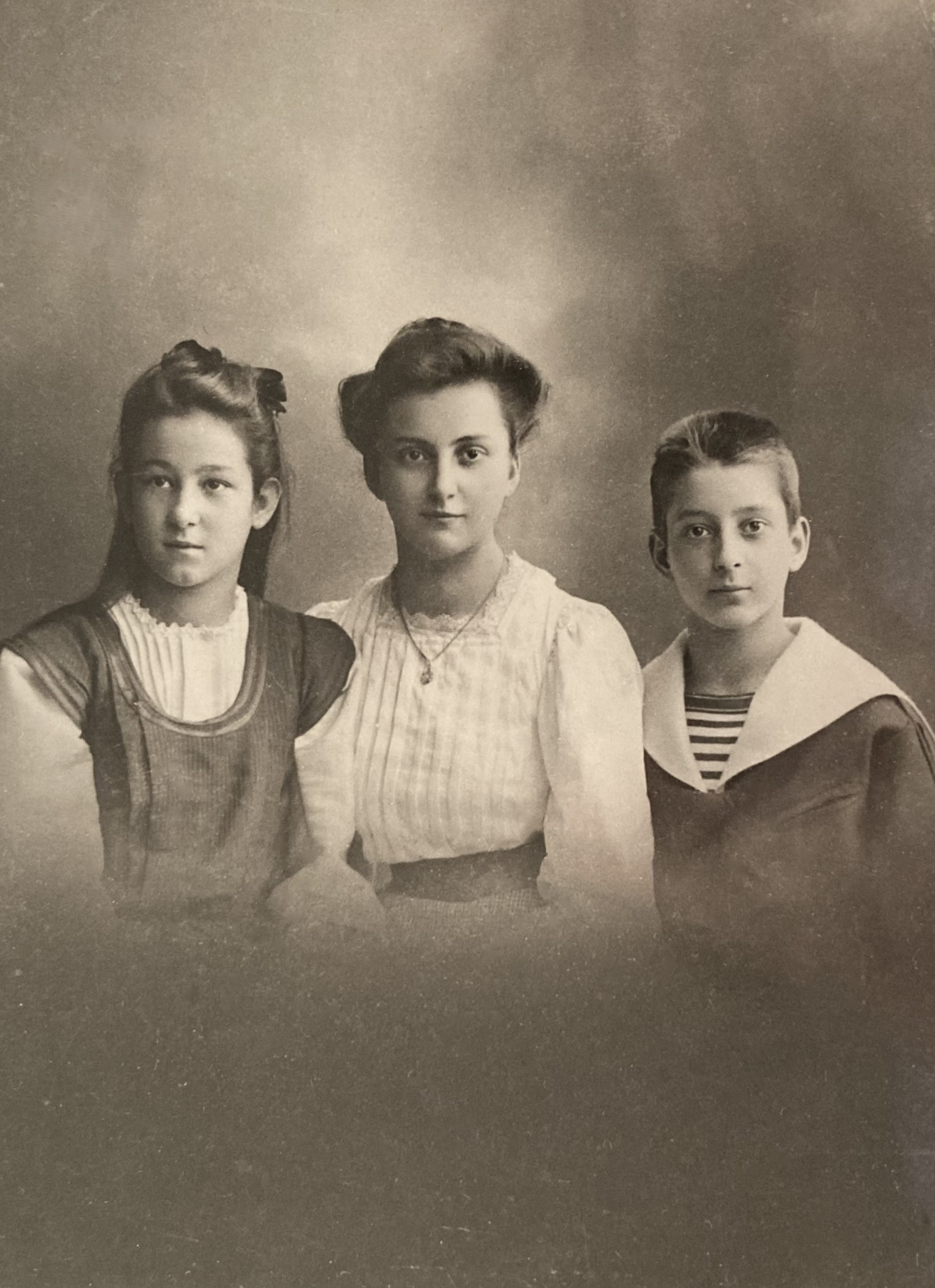
Die Geschwister Hedy, Valentine und Otto Kempny, 1908
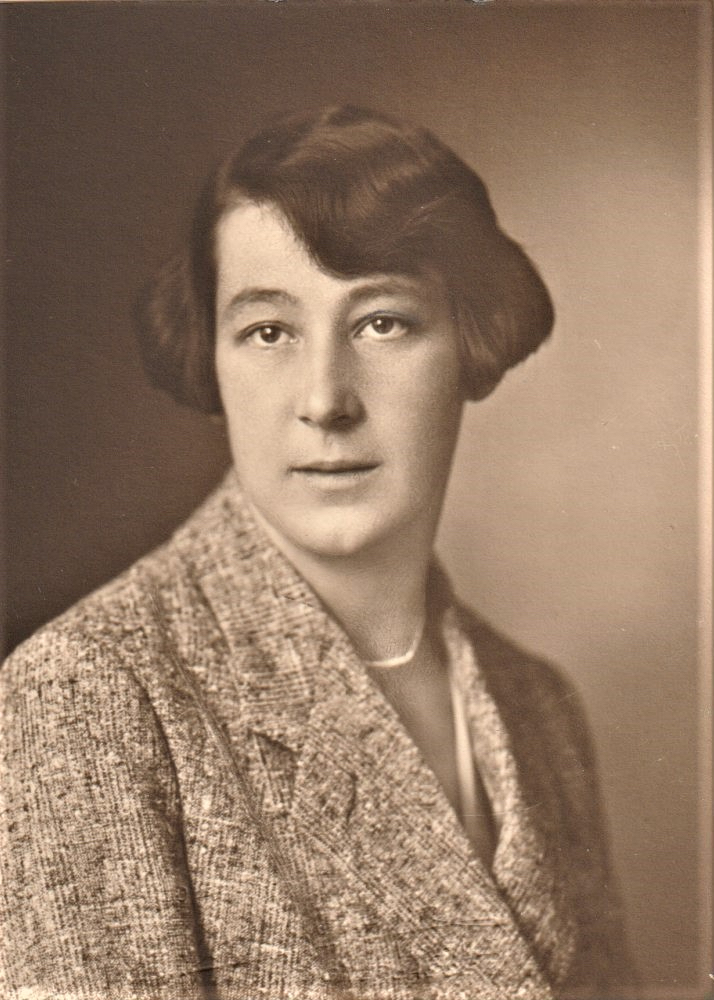
Hedy Kempny, Foto im Presseausweis, 1925
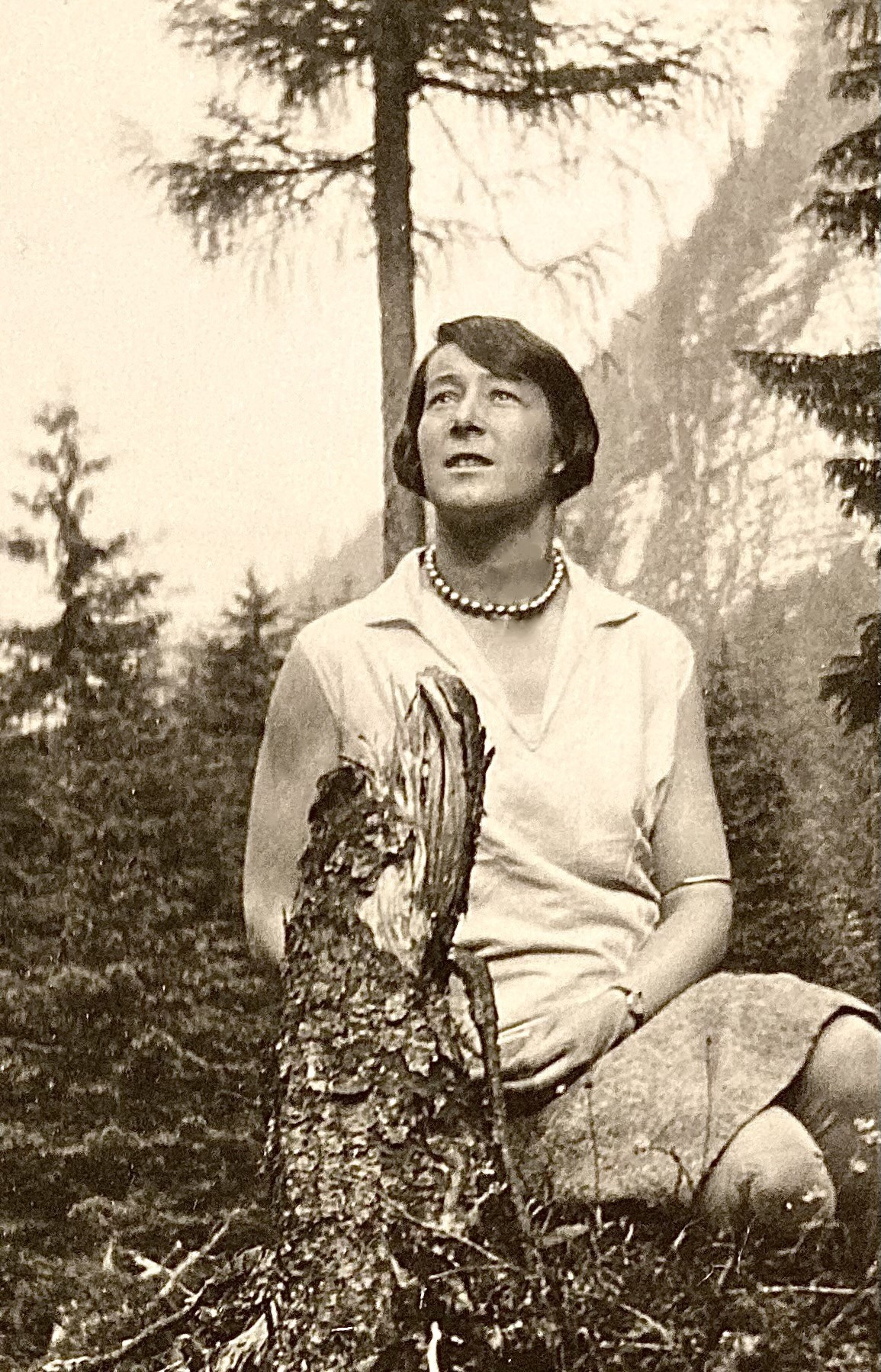
Hedy Kempny, Rast auf einer Wanderung bei Gutenstein, 1932

1947 übersiedelte sie nach New York, wo sie wieder ins Verlagswesen (Ungar Books) eintrat. Nach Erlangung der amerikanischen Staatsbürgerschaft im Jahr 1952 verbrachte sie ab 1953 bis ins hohe Alter jährlich Urlaube in Österreich. Mit 85 Jahren zog sie sich aus dem Verlag zurück. 
1985 wurde ihr vom Bundespräsidenten das Goldene Ehrenzeichen für Verdienste um die Republik Österreich verliehen. Ihrer Leidenschaft – Briefe mit interessanten Personen zu wechseln (z. B. Erika Pluhar) – frönte sie bis in ihre letzten Lebenstage. Am 16. Mai 1986 starb sie an Herzversagen in New York.
Jenny Korb (1869–1937), eine Opernsängerin, die 1906 an der Grazer Oper in der österreichischen Erstaufführung der Oper Salome unter der Stabführung von Richard Strauss die Titelpartie sang, war Kempnys Cousine. Der Jurist, Autor und Kunstmanager Heinz P. Adamek ist Hedy Kempnys Großneffe.

## Nachruhm
- Im Roman Des Lebens fünfter Akt von Volker Hage über die letzten drei Lebensjahre Schnitzlers tritt auch Hedy Kempny auf.[1]
- Im „literarischen Rätsel um Arthur Schnitzlers Fräulein Else“ Wer war der Matador? von Christiane Kell ist Kempny ebenfalls ein Abschnitt gewidmet.[2]

## Publikationen
- „Hedy Kempny/Arthur Schnitzler - Das Mädchen mit den dreizehn Seelen“. Eine Korrespondenz ergänzt durch Blätter aus Hedy Kempnys Tagebuch sowie durch eine Auswahl ihrer Erzählungen. Herausgegeben und mit einem Nachwort versehen von Heinz P. Adamek. Rowohlt, Reinbek bei Hamburg 1984, ISBN 3-499-15457-9.
  - Marie-Theres Hemberger: Dreizehn Seelen. „Buch der Woche.“ Die Presse, 27. Februar 1985.
  - Nike Wagner: Hedy Kempnys und Arthur Schnitzlers Briefwechsel; eine Anthologie. In: Die Zeit, 11/1986.
- „Hedy Kempny/Arthur Schnitzler - La Ragazza dalle tredici Anime“. Hrsg. und Epilog: Heinz Adamek. Feltrinelli, Mailand 1987, ISBN 88-07-07018-9.